# Calceolaria divaricata
Calceolaria divaricata är en toffelblomsväxtart som beskrevs av Carl Sigismund Kunth. Calceolaria divaricata ingår i släktet toffelblommor, och familjen toffelblomsväxter. Inga underarter finns listade i Catalogue of Life.